# Ariston (Paionier)
Ariston (altgriechisch Ἀρίστων) war ein paionischer Offizier Alexanders des Großen im 4. vorchristlichen Jahrhundert. 

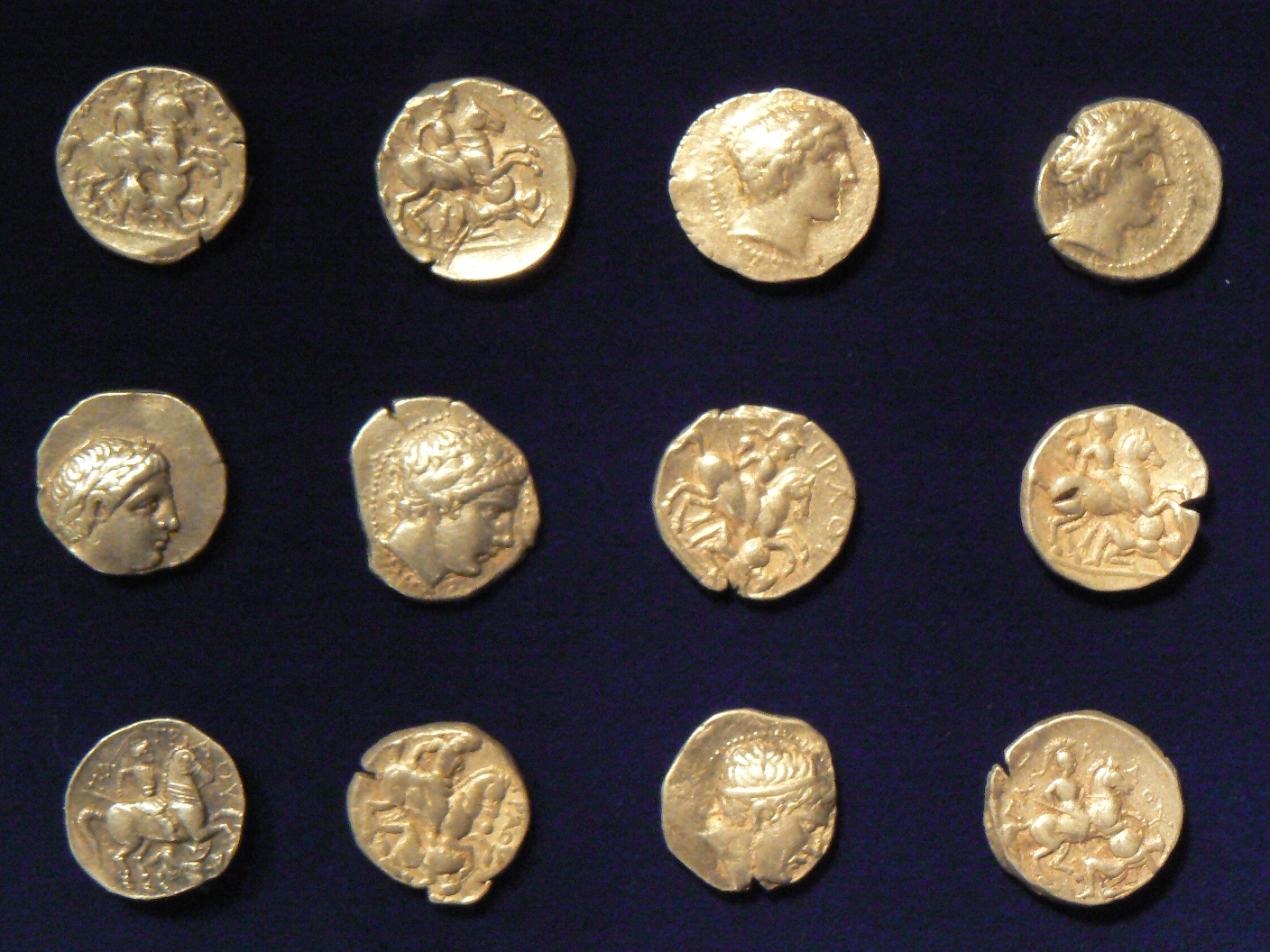
Tetradrachmen des Paionierkönigs Patraos. Nationalmuseum von Bulgarien, Sofia.

Um die Loyalität der nördlich und östlich von Makedonien siedelnden Völker zu gewährleisten, verpflichtete Alexander diese nicht nur zur Stellung von Truppenkontingenten für seinen Asienfeldzug, sondern auch von Angehörigen der Fürstenfamilien. Diese sollten zum einen Aufgaben als Truppenführer übernehmen, zugleich aber auch als Geiseln dienen. So war vermutlich auch Ariston ein Mitglied des Fürstenhauses der Paionier, vielleicht ein Bruder oder Sohn des Königs Patraos.
Als Anführer der paionischen Reiterei kämpfte Ariston in den Schlachten am Granikos 334 v. Chr. und bei Issos 333 v. Chr. jeweils auf dem rechten Flügel der Schlachtordnung. Während des Vormarschs nach Mesopotamien im Jahr 331 v. Chr. sicherte er mit seiner Truppe einen Übergang des Tigris durch einen Sieg über eine dort stationierte persische Reitertruppe aus 1.000 Mann. In diesem Kampf tötete Ariston den gegnerischen Anführer Satropates und brachte dessen abgeschlagenen Kopf zu Alexander. Die Darstellungen eines Zweikampfes zwischen einem berittenen Krieger und seinem unterlegenen Gegner auf einigen Münzen des Patraos (siehe Bild) beziehen sich vermutlich auf diesen Kampf.
In der Schlacht von Gaugamela war Ariston mit seinen Paioniern auf dem rechten Flügel neben den berittenen Söldnern des Menidas stationiert, die sie entscheidend unterstützten. Von Ariston und seiner Truppe wird danach nichts mehr berichtet, vermutlich weil sie der Einheit der Lanzenreiter eingegliedert wurden.